# Myrmeleon laetus
Myrmeleon laetus är en insektsart som beskrevs av Navás 1910. Myrmeleon laetus ingår i släktet Myrmeleon och familjen myrlejonsländor. Inga underarter finns listade i Catalogue of Life.